# Биркеланн, Ларс Хельге
Ларс Хе́льге Би́ркеланн (норв. Lars Helge Birkeland; род. 11 февраля 1988, Тёнсберг, Эстланд) — норвежский биатлонист, серебряный призёр Олимпийских игр 2018 года в мужской эстафете, чемпион мира 2019 года в эстафете, чемпион Европы 2014 года в спринте. 4 февраля 2021 года завершил карьеру.

## Личная жизнь
В 2015 году женился на норвежской биатлонистке, чемпионке мира Фанни Хурн. В 2017 году спортсменка завершила карьеру.

## Кубок мира

### Статистика выступлений в Кубке мира 2011—2012
| 2011/12 Итоги | 2011/12 Итоги | Эстерсунд | Эстерсунд | Эстерсунд | Хохфильцен | Хохфильцен | Хохфильцен | Хохфильцен | Хохфильцен | Хохфильцен | Оберхоф | Оберхоф | Оберхоф | Нове-Место | Нове-Место | Нове-Место | Антхольц | Антхольц | Антхольц | Холменколлен | Холменколлен | Холменколлен | Контиолахти | Контиолахти | Контиолахти | ЧМ Рупольдинг | ЧМ Рупольдинг | ЧМ Рупольдинг | ЧМ Рупольдинг | ЧМ Рупольдинг | ЧМ Рупольдинг | Ханты-Мансийск | Ханты-Мансийск | Ханты-Мансийск |
| Очков         | Место         | Инд       | Спр       | Пр        | Спр        | Пр         | Эст        | Спр        | Пр         | См         | Эст     | Спр     | МС      | Инд        | Спр        | Пр         | Спр      | МС       | Эст      | Спр          | Пр           | МС           | Спр         | Пр          | См          | См            | Спр           | Пр            | Инд           | Эст           | МС            | Спр            | Пр             | МС             |
| 28            | 79            | 42        | 29        | 31        | 62         | —          | —          | —          | —          | —          | —       | —       | —       | —          | —          | —          | 46       | —        | 11       | 54           | 37           | —            | 70          | —           | 14          | —             | —             | —             | 39            | —             | —             | 85             | —              | —              |

### Статистика выступлений в Кубке мира 2012—2013
| 2012/13 Итоги | 2012/13 Итоги | Эстерсунд | Эстерсунд | Эстерсунд | Эстерсунд | Хохфильцен | Хохфильцен | Хохфильцен | Поклюка | Поклюка | Поклюка | Оберхоф | Оберхоф | Оберхоф | Рупольдинг | Рупольдинг | Рупольдинг | Антхольц | Антхольц | Антхольц | ЧМ Нове-Место | ЧМ Нове-Место | ЧМ Нове-Место | ЧМ Нове-Место | ЧМ Нове-Место | ЧМ Нове-Место | Холменколлен | Холменколлен | Холменколлен | Сочи | Сочи | Сочи | Ханты-Мансийск | Ханты-Мансийск | Ханты-Мансийск |
| Очков         | Место         | См        | Инд       | Спр       | Пр        | Спр        | Пр         | Эст        | Спр     | Пр      | МС      | Эст     | Спр     | Пр      | Эст        | Спр        | МС         | Спр      | Пр       | Эст      | См            | Спр           | Пр            | Инд           | Эст           | МС            | Спр          | Пр           | МС           | Инд  | Спр  | Эст  | Спр            | Пр             | МС             |
| 127           | 49            | —         | 21        | —         | —         | 48         | 37         | 1          | 78      | —       | —       | —       | —       | —       | 2          | 6          | 10         | 31       | —        | 10       | —             | —             | —             | 44            | —             | —             | 41           | 17           | —            | —    | —    | —    | —              | —              | —              |

### Статистика выступлений в Кубке мира 2013—2014
| 2013/14 Итоги | 2013/14 Итоги | Эстерсунд | Эстерсунд | Эстерсунд | Эстерсунд | Хохфильцен | Хохфильцен | Хохфильцен | Анси | Анси | Анси | Оберхоф | Оберхоф | Оберхоф | Рупольдинг | Рупольдинг | Рупольдинг | Антхольц | Антхольц | Антхольц | Зимние Олимпийские игры в Сочи | Зимние Олимпийские игры в Сочи | Зимние Олимпийские игры в Сочи | Зимние Олимпийские игры в Сочи | Зимние Олимпийские игры в Сочи | Зимние Олимпийские игры в Сочи | Поклюка | Поклюка | Поклюка | Контиолахти | Контиолахти | Контиолахти | Холменколлен | Холменколлен | Холменколлен |
| Очков         | Место         | См        | Инд       | Спр       | Пр        | Спр        | Эст        | Пр         | Эст  | Спр  | Пр   | Спр     | Пр      | МС      | Эст        | Инд        | Пр         | Спр      | Пр       | Эст      | Спр                            | Пр                             | Инд                            | МС                             | См                             | Эст                            | Спр     | Пр      | МС      | См          | Спр         | Пр          | Спр          | Пр           | МС           |
| 121           | 48            | —         | —         | —         | —         | —          | —          | —          | 5    | 64   | —    | —       | —       | —       | —          | —          | —          | 27       | —        | —        | —                              | —                              | —                              | —                              | —                              | —                              | —       | —       | —       | 44          | 10          | —           | 34           | 15           | —            |

### Статистика выступлений в Кубке мира 2014—2015
| 2014/15 Итоги | 2014/15 Итоги | Эстерсунд | Эстерсунд | Эстерсунд | Эстерсунд | Хохфильцен | Хохфильцен | Хохфильцен | Поклюка | Поклюка | Поклюка | Оберхоф | Оберхоф | Оберхоф | Рупольдинг | Рупольдинг | Рупольдинг | Антхольц | Антхольц | Антхольц | Нове Место | Нове Место | Нове Место | Нове Место | Холменколлен | Холменколлен | Холменколлен | Чемпионат мира по биатлону 2015 | Чемпионат мира по биатлону 2015 | Чемпионат мира по биатлону 2015 | Чемпионат мира по биатлону 2015 | Чемпионат мира по биатлону 2015 | Чемпионат мира по биатлону 2015 | Ханты-Мансийск | Ханты-Мансийск | Ханты-Мансийск |
| Очков         | Место         | См        | Инд       | Спр       | Пр        | Спр        | Эст        | Пр         | Спр     | Пр      | МС      | Эст     | Спр     | Пр      | Эст        | Спр        | МС         | Спр      | Пр       | Эст      | ОСм        | См         | Спр        | Пр         | Инд          | Спр          | Эст          | См                              | Спр                             | Пр                              | Инд                             | Эст                             | МС                              | Спр            | Пр             | МС             |
| 65            | 59            | 2         | 84        | —         | —         | 38         | 3          | 30         | —       | —       | —       | —       | —       | —       | —          | —          | —          | —        | —        | —        | —          | —          | —          | —          | 29           | 5            | 9            | —                               | —                               | —                               | —                               | —                               | —                               | 59             | 47             | —              |